# Lígures

Mapa das línguas itálicas antigas

Os lígures (em latim: Ligures; em italiano: liguri) eram um povo antigo, relacionado com as construções megalíticas, que deu o nome à Ligúria; abrangendo a região norte da península da Itália, entre a Etrúria e a fronteira da Gália.

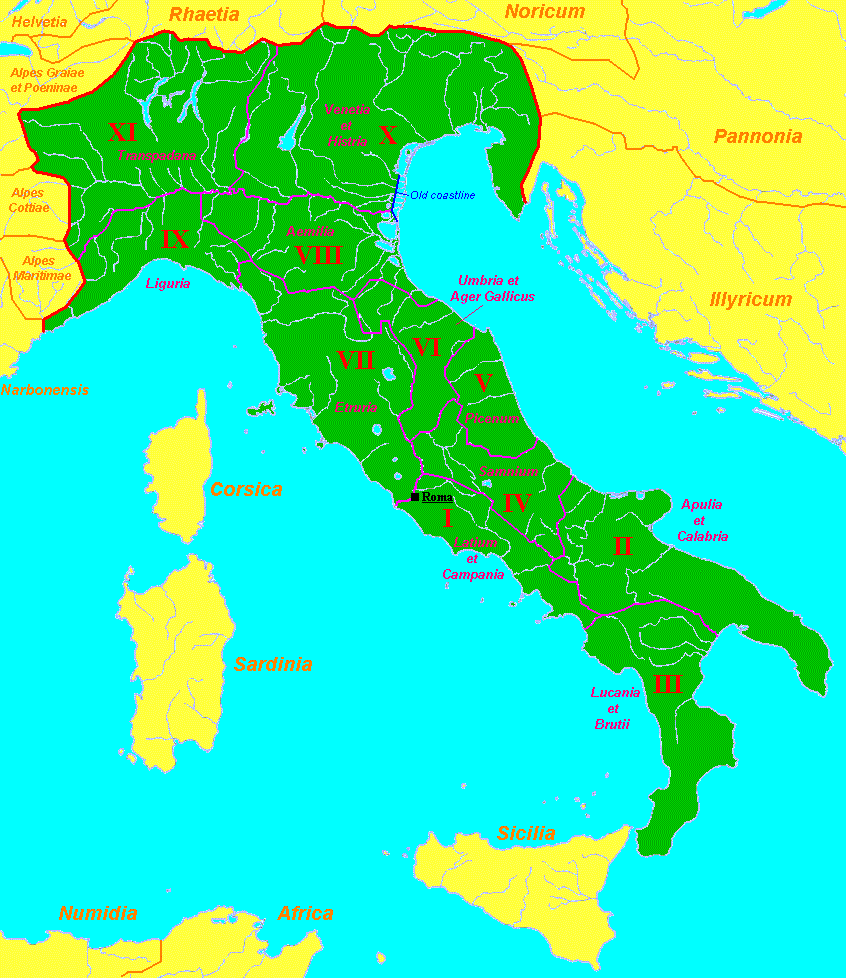
Ligúria área IX da Itália

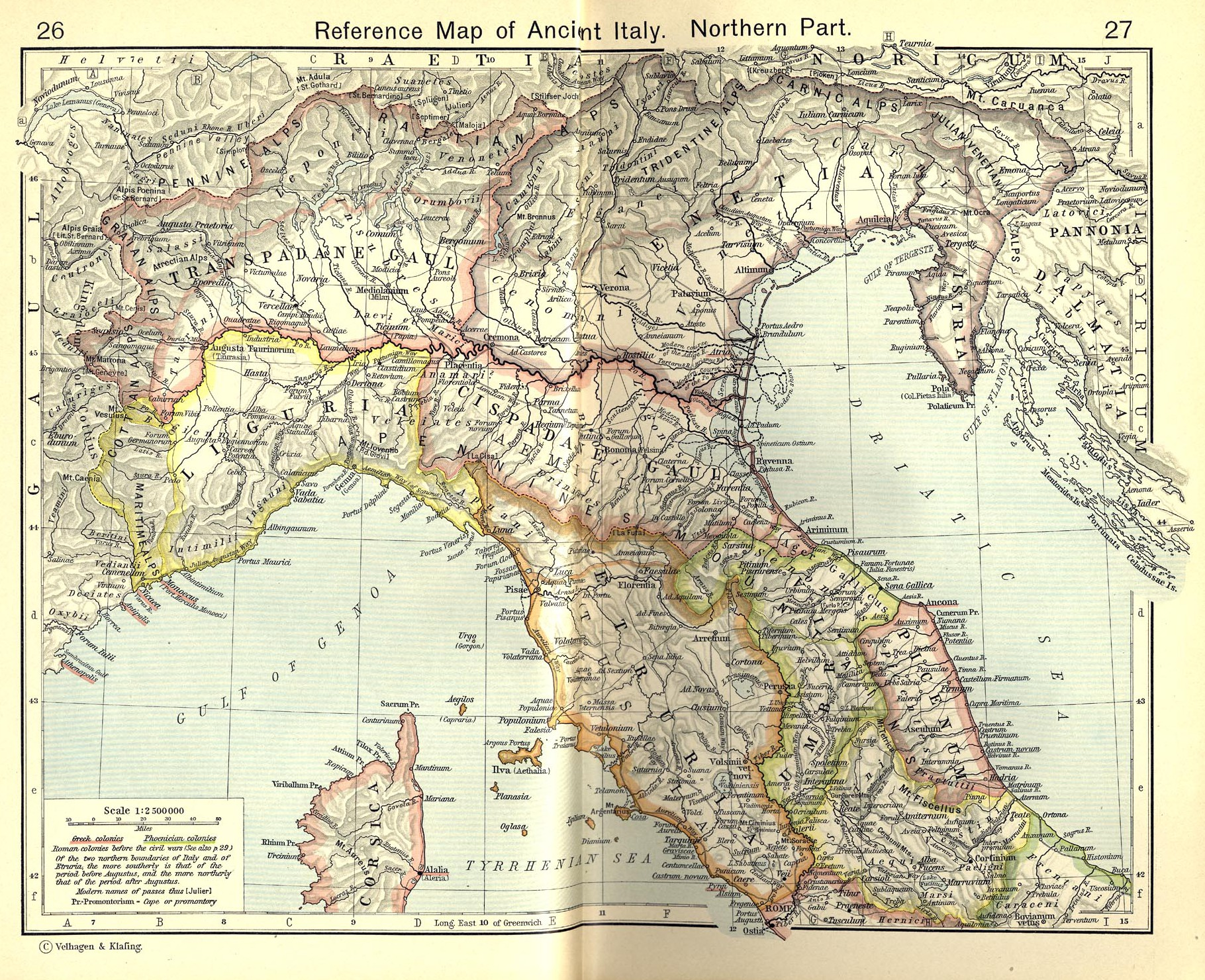
Ligúria área IX da Itália

Referências clássicas e toponímicas sugerem que a zona de influência lígure estendia-se até o centro de Itália: segundo Hesíodo (século VI a.C.), eram um dos três principais povos "bárbaros" que governavam sobre a costa ocidental do mundo conhecido (os outros eram os etíopes e os citas). Segundo Adolf Schulten «os Lígures constituem a população mais antiga da Península Ibérica, historicamente comprovada».
Avieno, num relato de uma viagem provavelmente de Marselha (século IV a.C.) falou da hegemonia lígure até ao Mar do Norte, antes de serem "empurrados" pelos celtas. Topónimos lígures foram encontrados na Sicília, vale do Rodano, Córsega e Sardenha.
De acordo com Plutarco, eles se chamavam Ambrones, mas isso não indica uma relação com os ambrones do norte da Europa. Eles eram ignorantes da sua origem. 
Tucídides relata que os Ligures teriam expulso os sicanos, uma tribo ibérica, das margens do rio Sicano, na Península Ibérica.
O Périplo de Pseudo-Cílax descreve os Ligyes (lígures) que vivem ao longo da costa mediterrânica, de Âncio (Antibes) até a foz do Ródano, em seguida, misturados com os ibéricos do Ródano até Empório na Hispânia. Pessoas com nomes lígures viviam ao sul de Placência, na península Itálica, ainda em 102 d.C.
Indícios arqueológicos e pesquisas etnográficas relativamente recentes sugerem que os lígures estejam ligados aos lusitanos, possivelmente por partilharem uma origem comum. Tal teoria é aceita por estudiosos, como Adriano Vasco Rodrigues, que a defende em sua obra "Os Lusitanos".
Foram assimilados pelos romanos, mas antes pelos gauleses, produzindo uma cultura celto-lígure.